# Lego Serious Play
Pour les articles homonymes, voir LSP.

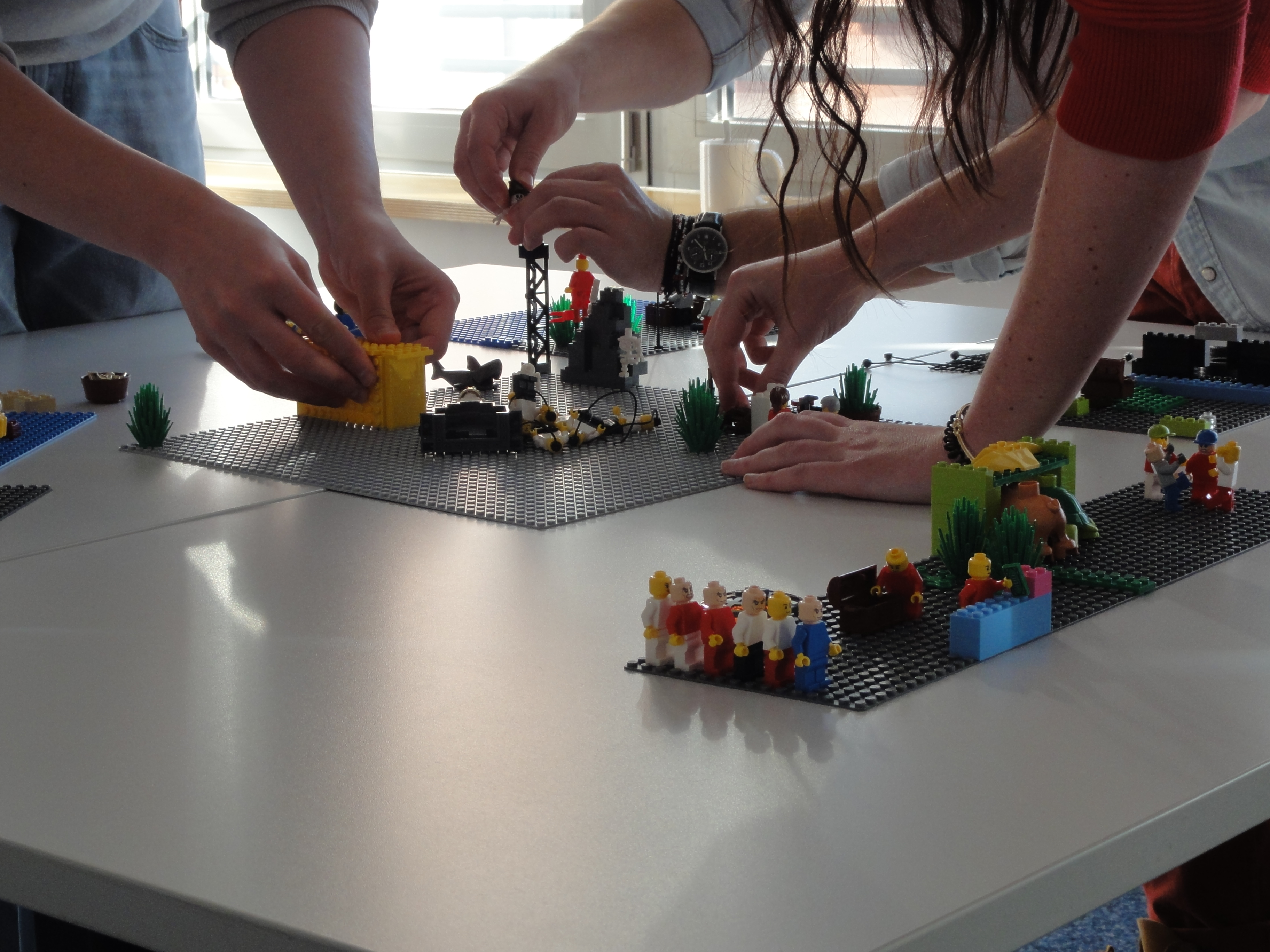
Lego Serious Play.

Lego Serious Play est une marque déposée du groupe Lego et un processus de construction de modèles en 3D utilisant les briques éponymes.

## Historique
Lego Serious Play, ou, plus succinctement, LSP, est développé à partir de 1996, lorsque Johan Roos et Bart Victor, deux professeurs de l'International Institute for Management Development, situé à Lausanne, en Suisse, et Kjeld Kirk Kristiansen, le président-directeur général du groupe Lego, créent différents outils pour susciter, dans les réunions internes, plus d'engagement et de créativité de la part du personnel salarié.
La commercialisation est lancée en 2002.
Depuis sa création, le concept a été adopté par des entreprises comme Google, eBay, une organisation internationale telle que la Croix-Rouge et l'agence gouvernementale américaine NASA.